# 락한밴드
락한밴드는 대한민국의 음악 그룹이다. 2021년 1집 앨범 [Lakhan Band]로 데뷔했다.

## 음반
- Lakhan Band 1집 (2021)

## 공연
- 2022 CC 블루스 페스티벌 - 춘천 (2022)